# Nemo iudex sine actore
En derecho, se conoce la expresión latina nemo iudex sine actore ("Nadie sea juez sin actor") para designar el rol que juega un sujeto de derecho en una relación jurídica.
En materia de derecho procesal, la jurisdicción no actúa sin la iniciativa individual de algún interesado. Corresponde así a los propios sujetos de derecho la tutela de sus derechos, y en caso de sufrir lesión, deben acudir antes las instancias judiciales e iniciar el respectivo proceso. La reparación de la lesión o restitución del derecho no será llevada a cabo por iniciativa de los órganos judiciales ni jurisdiccionales.
Recordemos también que los elementos dentro de los elementos esenciales en el Derecho Procesal son El Actor, El demandado y bien el aparato Judicial quien es quien regula el litigio entre las partes, (Actor y Demandado) asimismo tutelará el derecho que surja con motivo de la sentencia, que será de hacer o no hacer.